# Daniel Carcillo
Daniel Carcillo (* 28. Januar 1985 in King City, Ontario) ist ein ehemaliger kanadischer Eishockeyspieler italienischer Abstammung, der im Verlauf seiner aktiven Karriere zwischen 2002 und 2015 unter anderem 474 Spiele für die Phoenix Coyotes, Philadelphia Flyers, Chicago Blackhawks, Los Angeles Kings und New York Rangers in der National Hockey League auf der Position des linken Flügelstürmers bestritten hat. In Diensten der Chicago Blackhawks gewann Carcillo in den Jahren 2013 und 2015 den Stanley Cup.

## Karriere
Daniel Carcillo begann seine Karriere als Eishockeyspieler in der Ontario Hockey League, in der er von 2002 bis 2005 für Sarnia Sting und die Mississauga IceDogs aktiv war. In dieser Zeit wurde er im NHL Entry Draft 2003 in der dritten Runde als insgesamt 73. Spieler von den Pittsburgh Penguins ausgewählt, jedoch spielte er in den Jahren 2005 bis 2007 lediglich für deren Farmteam aus der American Hockey League, die Wilkes-Barre/Scranton Penguins.
Am 27. Februar 2007 wurde Carcillo zusammen mit einem Drittrunden-Wahlrecht Pittsburghs für den NHL Entry Draft 2008 im Tausch für Georges Laraque an die Phoenix Coyotes abgegeben, bei denen er in der Saison 2007/08 in der National Hockey League debütierte. Nach zwei Jahren bei den Coyotes wurde Carcillo im März 2009 zu den Philadelphia Flyers transferiert.
Am 1. Juli 2011 unterzeichnete er einen Kontrakt für ein Jahr bei den Chicago Blackhawks. Im Juli 2013 wurde Carcillo im Austausch für ein Sechstrunden-Wahlrecht im NHL Entry Draft 2015 zu den Los Angeles Kings transferiert, die ihn wiederum Anfang Januar 2014 im Tausch gegen ein Wahlrecht für den Draft 2014 an die New York Rangers abgaben. Sein Vertrag in New York wurde nach Saisonende nicht verlängert, sodass sich Carcillo als Free Agent auf der Suche nach einem neuen Arbeitgeber befand. Im September 2014 unterzeichnete er bei den Pittsburgh Penguins einen tryout contract (dt.: Probevertrag), der es ihm ermöglicht, an der Saisonvorbereitung der Penguins teilzunehmen.
In Pittsburgh konnte sich Carcillo allerdings nicht durchsetzen, sodass er sich im September 2014 den Chicago Blackhawks anschloss und einen Einjahresvertrag unterschrieb. Am Ende der Saison 2014/15 gewann er mit den Blackhawks erneut den Stanley Cup.
Im September 2015 gab Carcillo das Ende seiner aktiven Karriere bekannt. Fortan möchte er Eishockeyprofis bei ihrem Rückzug aus dem professionellen Sportbetrieb unterstützen, da dort auftretende Probleme (beispielsweise Depressionen) seiner Meinung nach von der NHLPA nicht ausreichend beachtet werden. Eine besondere Rolle spielte dabei der Tod seines langjährigen Freundes Steve Montador im Februar 2015, der nach einer Verletzung unter Depressionen und Angstzuständen litt.

### International
Für Kanada nahm Carcillo an der U18-Junioren-Weltmeisterschaft 2003 teil, bei der er mit seiner Mannschaft Weltmeister wurde.

## Erfolge und Auszeichnungen
- 2003 Goldmedaille bei der U18-Junioren-Weltmeisterschaft
- 2003 OHL Second All-Rookie Team
- 2013 Stanley-Cup-Gewinn mit den Chicago Blackhawks
- 2015 Stanley-Cup-Gewinn mit den Chicago Blackhawks

## Karrierestatistik

### International
Vertrat Kanada bei:
- U18-Junioren-Weltmeisterschaft 2003

(Legende zur Spielerstatistik: Sp oder GP = absolvierte Spiele; T oder G = erzielte Tore; V oder A = erzielte Assists; Pkt oder Pts = erzielte Scorerpunkte; SM oder PIM = erhaltene Strafminuten; +/− = Plus/Minus-Bilanz; PP = erzielte Überzahltore; SH = erzielte Unterzahltore; GW = erzielte Siegtore; 1 Play-downs/Relegation; Kursiv: Statistik nicht vollständig)